# Pécsi Nemzetközi Felnőttbábfesztivál
A Pécsi Nemzetközi Felnőttbábfesztivál Pécs város egyik nemzetközileg is elismert fesztiválja, melyet a Bóbita Bábszínház szervez a Pécsi Országos Színházi Találkozókhoz szorosan igazodva, három évente. A több helyszínen (Pécsi Nemzeti Színház kamaratermében, a Szobaszínházban és az Anna-udvarban) megrendezésre kerülő, felnőtteknek szóló bábelőadások nemzetközi seregszemléjére számos igazán egyedi, hazájukban rangos szakmai elismerést nyert produkció látogat el és persze a hazai bábművészet színe virága.
A háromévenkénti pécsi fesztivál egyik különlegességét "felnőtt" jellege adja. A fesztivál nemzetközi megítélését mutatja az évi 30-40 külföldi levél, melyre bábszínházak, együttesek jelzik részvételi szándékukat. Emellett a világ több fesztiválközpontjával állnak kapcsolatban: Magdeburg, Bielso-Biala, Charleville-Meziéres, Lahora, Gent, Chrudim stb. A fesztivál komoly segítséget jelentett és jelent most is a hazai bábművészetnek a nemzetközi bábos élet megismerésében, valamint bemutatkozási lehetőséget a külföldi szakemberek és impresszáriók előtt. A fesztivál rangját emeli az elismert nemzetközi szakemberekből - UNIMA elnökség - álló zsűri jelenléte és díjai.

## Története
1969-ben - a Bóbita Bábegyüttes hazai és nemzetközi elismerésének, illetve az egyre bővülő külföldi kapcsolatainak köszönhetően - nemzetközivé vált, s "I. Nemzetközi Felnőttbábfesztivál, Pécs" néven az UNIMA (Nemzetközi Bábművész Szövetség) hivatalos fesztiváljaként került megrendezésre.

## Lásd még
- Pécsi Országos Színházi Találkozó
- Bóbita Bábszínház

## Külső hivatkozások
- Az est.hu oldaláról.[halott link]
- A terasz.hu oldaláról. Archiválva 2020. szeptember 25-i dátummal a Wayback Machine-ben